# Liga de Irlanda de waterpolo masculino
La Liga de Irlanda de waterpolo masculino es la competición más importante de waterpolo masculino entre clubes irlandeses.

## Historia
Estos son los ganadores de liga:
- 2011: Cathal Brugha Belfast[1]
- 2009: Guinness Dublín[2]